# 南澳岛之战
23°25′N 117°06′E / 23.42°N 117.10°E
南澳岛之战是第二次国共内战期间，中华民国政府和中华人民共和国政府之间的一场战役。
汕头的南澳岛在广东落入共产党之手后仍在国軍手中。1950年2月23日，中国人民解放军第41军121师攻岛。守军国军58师面临如此人数压倒性的敌军，无机可乘，在8小时的战斗后，共军成功全部消滅国军驻军並夺取島嶼。27名国军被杀，包括国军当地统帅广州绥靖主任公署第1挺进纵队少将副司令员吴超骏(吴大柴)、黄绍宗、58师少将副师长郭梦熊、上校参谋长周必信在内的1,348人被俘。同时总计各种枪支1,304支也被缴获。
国军战败证明了继续保持在敌军家门口却远离任何友军驻地的外岛是不现实的，正如万山群岛战役后来将表现出来的那样。如此战所示，一旦守军意识到不可能得到援军，士气即完全崩溃，大多守军在仅遭受27人阵亡时即弃械、试图藏匿，敌军8小时激战的大部分时间都用来采取扫荡行动以包围失去士气的守军。尽管占有一个远处的岛屿可能有宣传价值，但在这场不可避免的战败和损失之后，任何最初的政治和心理上的获益都将作废。